# Franz von Papen
Franz Joseph Hermann Michael Maria von Papen, Erbsälzer zu Werl und Neuwerk pronúnciaⓘ (29 de outubro de 1879 – 2 de maio de 1969) foi um político conservador alemão, diplomata, nobre prussiano e oficial do Estado-Maior. Ele serviu como chanceler da Alemanha em 1932 e depois como vice-chanceler de Adolf Hitler de 1933 a 1934. 
Nascido em uma família rica de aristocratas católicos da Vestfália, Papen serviu no exército prussiano de 1898 em diante e foi treinado como oficial do Estado-Maior alemão. Ele serviu como adido militar no México e nos Estados Unidos de 1913 a 1915, ao mesmo tempo que organizava secretamente atos de sabotagem nos Estados Unidos e apoiava e financiava discretamente as forças mexicanas na Revolução Mexicana em nome da inteligência militar alemã.
Depois de ser expulso como persona non grata pelo Departamento de Estado dos Estados Unidos em 1915, serviu como comandante de batalhão na Frente Ocidental da Primeira Guerra Mundial e terminou seu serviço de guerra no Teatro de Operações do Oriente Médio como tenente-coronel.
Convidado para se tornar chanceler da República de Weimar pelo presidente Paul von Hindenburg em 1932, Papen governou por decreto presidencial. Ele negociou o fim das reparações na Conferência de Lausanne de 1932. Ele também lançou o golpe Preußenschlag contra o governo liderado pelo Partido Social Democrata no Estado Livre da Prússia. O seu fracasso em assegurar uma base de apoio no Reichstag levou à sua remoção por Hindenburg e à sua substituição pelo general Kurt von Schleicher.
Determinado a retornar ao poder, Papen, acreditando que Adolf Hitler poderia ser controlado quando estivesse no governo, pressionou Hindenburg a nomear Hitler como chanceler e Papen como vice-chanceler em 1933, em um gabinete aparentemente não sob o domínio do Partido Nazista. Vendo a ditadura militar como a única alternativa a um chanceler do Partido Nazista, Hindenburg consentiu. Papen e seus aliados foram rapidamente marginalizados por Hitler e ele deixou o governo após a Noite das Facas Longas em 1934, durante a qual os nazistas mataram alguns de seus aliados e confidentes. Posteriormente, Papen serviu no Ministério das Relações Exteriores da Alemanha como embaixador em Viena de 1934 a 1938 e em Ancara de 1939 a 1944. Ele se juntou ao Partido Nazista em 1938.
Após a Segunda Guerra Mundial, Papen foi indiciado por crimes de guerra nazistas nos Julgamentos de Nuremberg perante o Tribunal Militar Internacional, mas foi absolvido de todas as acusações. Em 1947, um tribunal de desnazificação da Alemanha Ocidental concluiu que Papen agiu como o principal culpado em crimes relacionados ao governo nazista. Papen foi condenado a oito anos de prisão com trabalhos forçados, mas foi libertado após recurso em 1949. As memórias de Franz von Papen foram publicadas em 1952 e 1953; ele morreu em 1969.

## Infância e educação
Papen nasceu em uma família católica rica e nobre em Werl, Vestfália, o terceiro filho de Friedrich von Papen-Köningen (1839–1906) e sua esposa Anna Laura von Steffens (1852–1939).
Papen foi enviado para uma escola de cadetes em Bensberg por vontade própria aos 11 anos de idade em 1891. Seus quatro anos lá foram seguidos por três anos de treinamento no Preußische Hauptkadettenanstalt em Lichterfelde. Ele foi treinado como Herrenreiter ("cavalheiro").  Ele serviu por um período como atendente militar no Palácio do Kaiser e como segundo-tenente na antiga unidade de seu pai, o Regimento Uhlan n.º 5 da Vestfália em Düsseldorf. Papen ingressou no Estado-Maior Alemão como capitão em março de 1913.
Casou-se com Martha von Boch-Galhau (1880–1961) em 3 de maio de 1905. A esposa de Papen era filha de um rico industrial do Sarre, cujo dote fez dele um homem muito rico. Excelente cavaleiro e homem muito charmoso, Papen era uma figura arrojada e durante esse tempo fez amizade com Kurt von Schleicher.  Papen estava orgulhoso de sua família ter recebido direitos hereditários desde 1298 para extrair salmoura em Werl. Ele sempre acreditou na superioridade da aristocracia sobre os plebeus. Fluente em francês e inglês, ele viajou por toda a Europa, Oriente Médio e América do Norte. Ele foi dedicado ao Kaiser Guilherme II. Influenciado pelos livros do general Friedrich von Bernhardi, Papen foi um militarista durante toda a sua vida.

## Adido militar em Washington, D.C.
Ingressou no serviço diplomático em dezembro de 1913 como adido militar do embaixador alemão nos Estados Unidos.
No início de 1914 viajou para o México (onde também foi credenciado) e observou a Revolução Mexicana. Certa vez, quando os zapatistas anti-Huerta avançavam sobre a Cidade do México, Papen organizou um grupo de voluntários europeus para lutar pelo general mexicano Victoriano Huerta. Na primavera de 1914, como adido militar alemão no México, Papen esteve profundamente envolvido na venda de armas ao governo do general Huerta, acreditando que poderia colocar o México na esfera de influência alemã, apesar do colapso do regime de Huerta em julho. 1914 acabou com essa esperança. Em abril de 1914, Papen observou pessoalmente a ocupação de Veracruz pelos Estados Unidos quando os EUA tomaram a cidade de Veracruz, apesar das ordens de Berlim para permanecer na Cidade do México. Durante seu tempo no México, Papen adquiriu o amor pela intriga e aventura internacional que caracterizou seus posteriores cargos diplomáticos nos Estados Unidos, Áustria e Turquia. Em 30 de julho de 1914, Papen chegou a Washington, D.C., vindo do México, para assumir seu posto como adido militar alemão nos Estados Unidos.

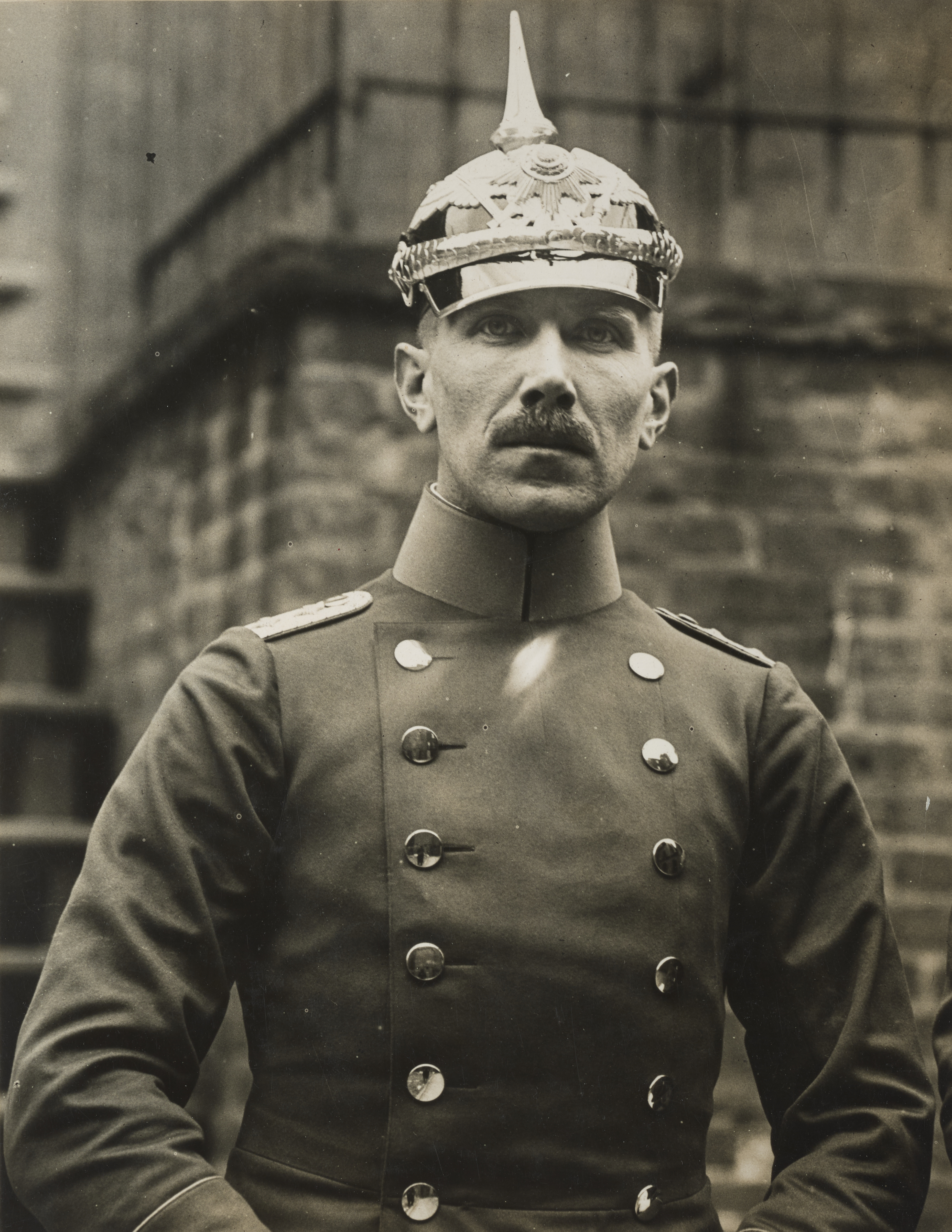
Papen como adido militar alemão para Washington, D.C. em 1915.

Durante a Primeira Guerra Mundial, Papen tentou comprar armas para a Alemanha nos Estados Unidos, mas o bloqueio britânico tornou quase impossível o envio de armas para a Alemanha. Em 22 de agosto de 1914, Papen contratou o detetive particular americano Paul Koeing, na Cidade de Nova York, para conduzir uma campanha de sabotagem e bombardeio contra empresas em Nova York pertencentes a cidadãos das nações aliadas. Papen, a quem Berlim deu um fundo ilimitado de dinheiro para sacar, tentou impedir que os governos britânico, francês e russo comprassem suprimentos de guerra nos Estados Unidos. Papen criou uma empresa de fachada que tentou comprar exclusivamente todas as prensas hidráulicas nos EUA durante os próximos dois anos para limitar a produção de projécteis de artilharia por empresas americanas com contratos com os Aliados. Para permitir que os cidadãos alemães que vivem nas Américas regressassem à Alemanha, Papen montou uma operação em Nova Iorque para falsificar passaportes dos EUA.
A partir de Setembro de 1914, Papen abusou da sua imunidade diplomática como adido militar alemão, violando as leis dos EUA para começar a organizar planos de incursões no Canadá para uma campanha de sabotagem contra canais, pontes e ferrovias. Em outubro de 1914, Papen envolveu-se com o que mais tarde foi apelidado de "a conspiração hindu-alemã", ao combinar secretamente com nacionalistas indianos da Califórnia o tráfico de armas para este último, para um levante planejado contra o Raj Britânico. Em fevereiro de 1915, Papen também organizou secretamente o atentado à bomba na ponte internacional de Vanceboro, no qual sua imunidade diplomática o protegeu da prisão. Ao mesmo tempo, ele permaneceu envolvido nos planos para restaurar Huerta ao poder e providenciou o armamento e o financiamento de uma invasão planejada do México.

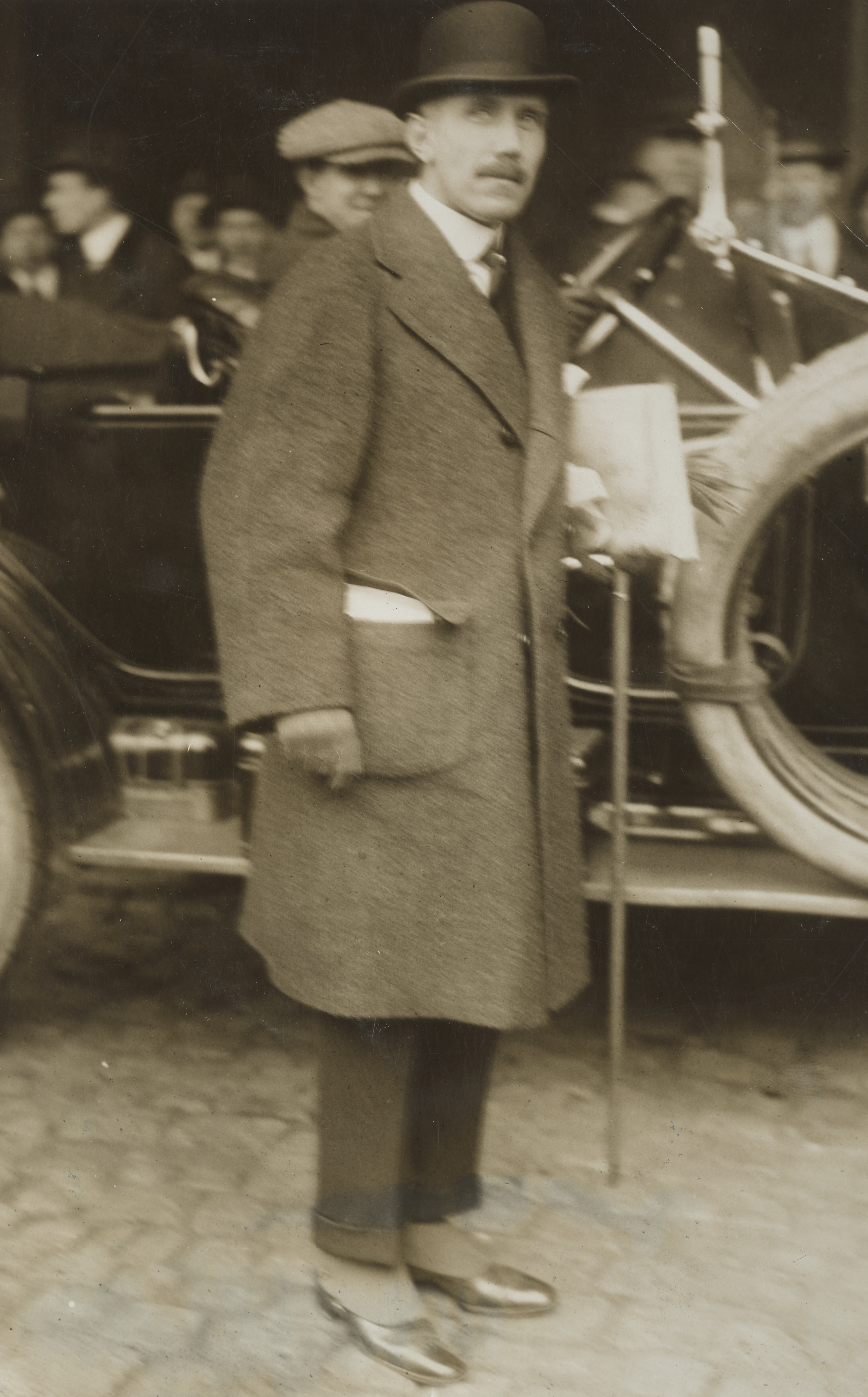
Papen na cidade de Nova York em 22 de dezembro de 1915, após ser declarado persona non grata pelo governo dos EUA e chamado de volta à Alemanha.

As operações secretas de Papen eram conhecidas da inteligência britânica, que compartilhou suas informações com o governo dos EUA. Como resultado, por cumplicidade no planeamento de actos de sabotagem em 28 de Dezembro de 1915, o Capitão von Papen foi declarado persona non grata e chamado de volta à Alemanha. Ao retornar, foi condecorado com a Cruz de Ferro.
Papen permaneceu envolvido em operações secretas nas Américas. Em fevereiro de 1916, contatou o coronel mexicano Gonzalo Enrile, que vivia em Cuba, na tentativa de conseguir apoio alemão para Félix Díaz, o pretenso homem forte do México. Papen serviu como intermediário entre Roger Casement dos Voluntários Irlandeses e a inteligência naval alemã para a compra e entrega de armas a serem usadas em Dublin durante o Levante da Páscoa de 1916. Ele também permaneceu envolvido em outras operações secretas com nacionalistas indianos. Em abril de 1916, um grande júri federal dos EUA devolveu uma acusação contra Papen por uma conspiração para explodir o Canal Welland, no Canadá; ele permaneceu indiciado até se tornar chanceler da Alemanha, quando as acusações foram retiradas.

## Serviço militar na Primeira Guerra Mundial
Como católico, Papen pertencia ao Partido do Centro Alemão, o partido centrista que quase todos os católicos alemães apoiavam, mas durante o curso da guerra, o conservador nacionalista Papen afastou-se do seu partido. Papen desaprovou a cooperação de Matthias Erzberger com os social-democratas e considerou a Resolução de Paz do Reichstag de 19 de julho de 1917 quase como uma traição.
Mais tarde, na Primeira Guerra Mundial, Papen retornou ao exército no serviço ativo, inicialmente na Frente Ocidental. Em 1916 Papen assumiu o comando do 2.º Batalhão do 93.º Regimento de Infantaria de Reserva da 4.ª Divisão de Infantaria de Guardas lutando em Flandres. Em 22 de agosto de 1916, o batalhão de Papen sofreu pesadas perdas ao resistir com sucesso a um ataque britânico durante a Batalha do Somme. Entre novembro de 1916 e fevereiro de 1917, o batalhão de Papen travou combates pesados quase contínuos.  Ele foi condecorado com a Cruz de Ferro, 1.ª Classe. Em 11 de abril de 1917, Papen lutou em Vimy Ridge, onde seu batalhão foi derrotado com pesadas perdas pelo Corpo Canadense.
Depois de Vimy, Papen pediu transferência para o Oriente Médio, o que foi aprovado. A partir de junho de 1917, Papen serviu como oficial do Estado-Maior no Oriente Médio e depois como oficial vinculado ao exército otomano na Palestina. Durante seu tempo em Constantinopla, Papen fez amizade com Joachim von Ribbentrop. Entre outubro e dezembro de 1917, Papen participou dos intensos combates na Campanha do Sinai e da Palestina. Promovido ao posto de tenente-coronel, regressou à Alemanha e deixou o exército logo após o armistício que interrompeu os combates em novembro de 1918.
Depois que os turcos assinaram um armistício com os Aliados em 30 de outubro de 1918, o Corpo Asiático Alemão foi mandado para casa, e Papen estava nas montanhas em Karapinar quando soube, em 11 de novembro de 1918, que a guerra havia acabado. A nova república ordenou que conselhos de soldados fossem organizados no exército alemão, incluindo o corpo asiático, ao qual o general Otto Liman von Sanders tentou obedecer e que Papen se recusou a obedecer. Sanders ordenou a prisão de Papen por sua insubordinação, o que fez com que Papen deixasse seu posto sem permissão enquanto fugia para a Alemanha em trajes civis para se encontrar pessoalmente com o marechal de campo Paul von Hindenburg, de quem as acusações foram retiradas.

## Político católico
Depois de deixar o exército alemão na primavera de 1919, Papen comprou uma propriedade rural, a Haus Merfeld, vivendo a vida de um "cavalheiro agricultor" em Dülmen. Em abril de 1920, durante o levante comunista no Ruhr, Papen assumiu o comando de um Freikorps, unidade para proteger o catolicismo dos "saqueadores vermelhos". Impressionado com a liderança de seus Freikorps, Papen foi instado a seguir carreira na política. No outono de 1920, o presidente da Associação de Agricultores da Vestfália, Barão Engelbert von Kerkerinck zur Borg, disse a Papen que sua associação faria campanha por ele se ele concorresse ao Landtag da Prússia.
Papen entrou na política e renovou sua ligação com o Partido do Centro Alemão. Como monarquista, Papen posicionou-se como parte da ala nacional conservadora do partido que rejeitava tanto o republicanismo quanto a Coalizão de Weimar com o Partido Social-Democrata da Alemanha (SPD). Na realidade, a ideologia política de Papen estava muito mais próxima do Partido Popular Nacional Alemão (DVNP) e ele parece ter pertencido ao Partido do Centro por lealdade à Igreja Católica na Alemanha e na esperança de poder mudar a plataforma do seu partido no sentido de restaurar a monarquia constitucional deposta em 1918. Apesar dessa ambigüidade, Papen foi, sem dúvida, um negociador altamente poderoso dentro do partido político, especialmente como o maior acionista e chefe do conselho editorial do jornal católico do partido, Germania, a mais prestigiada das fontes da mídia católica alemã da época.
Papen foi membro do Landtag da Prússia de 1921 a 1928 e de 1930 a 1932, representando um eleitorado fortemente católico na zona rural da Vestfália. No entanto, ele raramente compareceu às sessões do Landtag e nunca falou nelas durante o seu mandato eleito. Posteriormente, ele tentou que seu nome fosse inscrito como candidato do Partido do Centro para as eleições do Reichstag de maio de 1924, mas isso foi bloqueado pela liderança do partido. Em fevereiro de 1925, Papen foi um dos seis deputados do Centro no Landtag que votou com o Partido Popular Nacional Alemão e o Partido Popular Alemão contra o governo de coalizão SPD-Centro. Papen quase foi expulso do partido por desobedecer às ordens da liderança de seu partido por meio de seus votos no Landtag. Nas eleições presidenciais de 1925, Papen surpreendeu seu partido ao apoiar o candidato do DVNP, Paul von Hindenburg, em vez do próprio candidato do Partido do Centro, Wilhelm Marx. Papen, junto com dois de seus futuros ministros, era membro do exclusivo Deutscher Herrenklub de Berlim de Arthur Moeller van den Bruck (Clube de Cavalheiros Alemães).
Em março de 1930, Papen saudou a chegada do governo presidencial. Mas com a dependência do governo presidencial do chanceler Heinrich Brüning dos social-democratas no Reichstag para "tolerá-lo" não votando pelo cancelamento das leis aprovadas nos termos do Artigo 48, Papen tornou-se mais crítico.  Num discurso perante um grupo de agricultores em Outubro de 1931, Papen apelou a Brüning para proibir o SPD e basear o seu governo presidencial na "tolerância" do NSDAP. Papen exigiu que Brüning transformasse a "ditadura oculta" de um governo presidencial numa ditadura que unisse toda a direita alemã sob a sua bandeira. Nas eleições presidenciais alemãs de março-abril de 1932, Papen votou em Hindenburg alegando que ele era o melhor homem para unir a direita, enquanto na eleição do Landtag prussiano para presidente do Landtag, Papen votou no nazista Hans Kerrl.

## Chancelaria

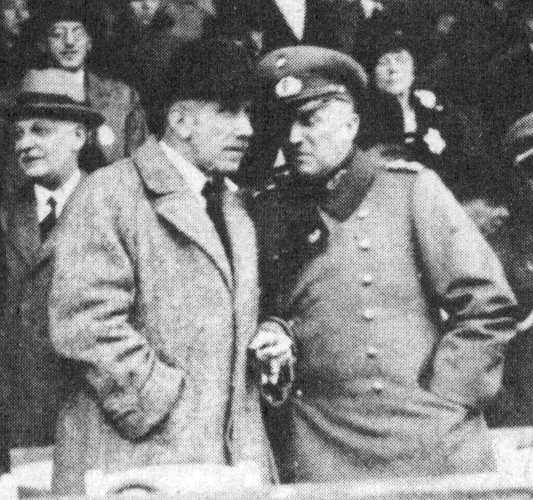
Papen (à esquerda) com seu eventual sucessor, o ministro da Defesa Kurt von Schleicher, assistindo a uma corrida de cavalos em Berlim-Karlshorst.

Em 1 de junho de 1932, Papen foi subitamente promovido a um alto cargo quando o Presidente Hindenburg o nomeou Chanceler, uma nomeação que ele devia ao General Kurt von Schleicher, um velho amigo do Estado-Maior do pré-guerra e um influente conselheiro do Presidente Hindenburg. Schleicher escolheu Papen porque sua origem conservadora e aristocrática e sua carreira militar o tornavam aceitável para Hindenburg e criariam as bases para uma possível coalizão entre o Partido do Centro e os nazistas. Foi Schleicher, que se tornou Ministro da Defesa, o responsável pela seleção de todo o gabinete. No dia anterior, Papen havia prometido ao presidente do partido, Ludwig Kaas, que não aceitaria qualquer nomeação. Depois que Papen quebrou sua promessa, Kaas o rotulou de "Efialtes do Partido de Centro", em homenagem ao infame traidor da Batalha das Termópilas. Em 31 de maio de 1932, para evitar a expulsão do partido, Papen renunciou.
O gabinete presidido por Papen foi denominado "gabinete dos barões" ou "gabinete dos monóculos". Papen teve pouco apoio no Reichstag; os únicos partidos comprometidos em apoiá-lo foram o conservador Partido Popular Nacional Alemão (DNVP) e o conservador Partido Popular Alemão (DVP). O Partido do Centro recusou-lhe o apoio devido à sua traição ao chanceler Brüning. A planeada coligação centro-nazi de Schleicher não se concretizou, e os nazis tinham agora poucos motivos para apoiar o fraco governo de Papen. Papen cresceu muito perto de Hindenburg e conheceu Adolf Hitler em junho de 1932.

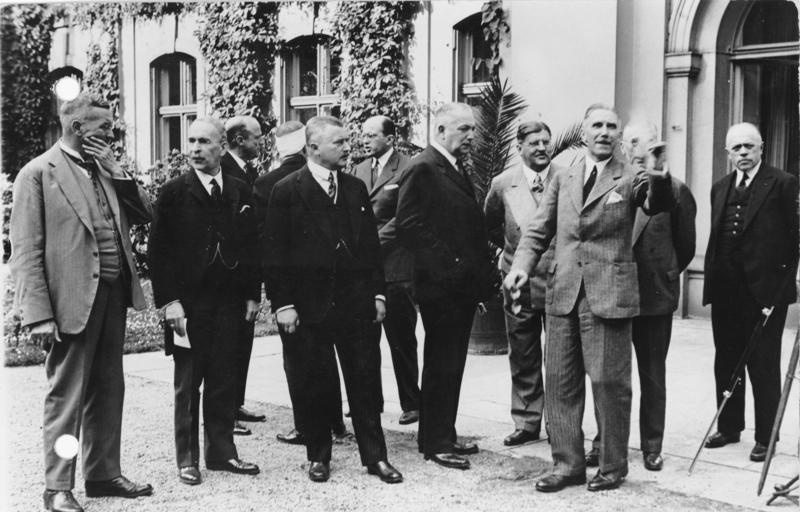
Gabinete de Papen (2 de junho de 1932).

Papen consentiu em 31 de maio com o acordo de Hitler e Hindenburg de 30 de maio de que o Partido Nazista toleraria o governo de Papen se novas eleições fossem convocadas, a proibição das SA fosse cancelada e os nazistas concedessem acesso à rede de rádio. Conforme acordado, o governo Papen dissolveu o Reichstag em 4 de junho e convocou eleições nacionais para 31 de julho de 1932, na esperança de que os nazistas ganhassem o maior número de assentos no Reichstag, o que lhe permitiria a maioria de que precisava. estabelecer um governo autoritário. Num chamado "governo presidencial", Papen governaria pelo Artigo 48, tendo decretos de emergência assinados pelo Presidente Hindenburg. Em 16 de junho de 1932, o novo governo suspendeu a proibição das SA e das SS, eliminando a última justificativa remanescente para o apoio nazista a Papen.

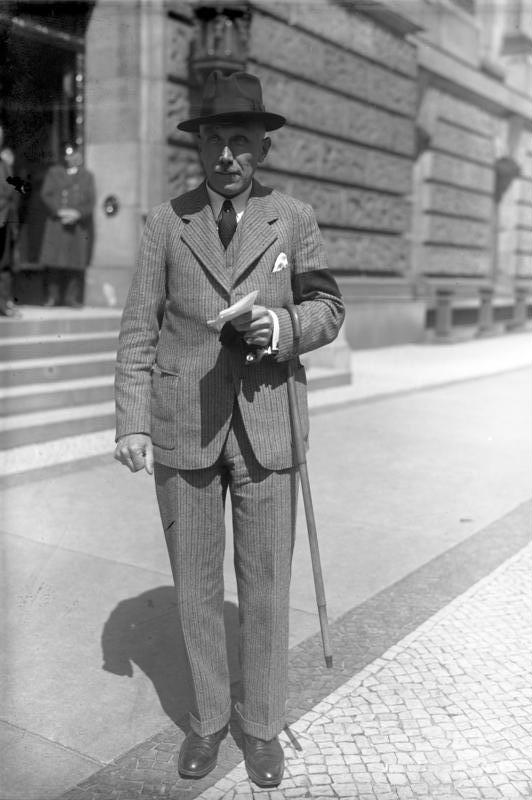
Papen em junho de 1932.

Em junho e julho de 1932, Papen representou a Alemanha na Conferência de Lausanne onde, em 9 de julho, as obrigações de reparação alemãs foram abolidas. A Alemanha deixou de pagar reparações em junho de 1931 ao abrigo da Moratória Hoover, e a maior parte das bases para a conferência de Lausanne foram estabelecidas por Brüning, mas Papen assumiu o crédito pelo sucesso. Em troca do cancelamento das reparações, a Alemanha deveria fazer um pagamento único de 3 milhões de marcos do Reich à França, um compromisso que Papen repudiou imediatamente após o seu regresso a Berlim.
Através do Artigo 48, Papen promulgou em 4 de Setembro políticas econômicas que cortaram os pagamentos oferecidos pelo fundo de seguro de desemprego, submeteu os alemães desempregados que procuravam seguro de desemprego a um teste de recursos e reduziu os salários (incluindo os alcançados por negociação colectiva), ao mesmo tempo que providenciou reduções de impostos para corporações e os ricos. Estas políticas de austeridade tornaram Papen profundamente impopular entre a população em geral, mas tiveram o apoio da elite empresarial.
As negociações entre os nazistas, o Partido de Centro e Papen para um novo governo prussiano começaram em 8 de junho, mas fracassaram devido à hostilidade do Partido de Centro ao seu desertor Papen. Em 11 de julho de 1932, Papen recebeu o apoio do gabinete e do presidente para um decreto que permitia ao governo nacional assumir o governo prussiano, que era dominado pelo SPD. Esta medida foi posteriormente justificada pelo boato de que os Social-democratas e o Partido Comunista da Alemanha (KPD) estavam a planear uma fusão. A violência política do chamado confronto do Domingo Sangrento de Altona entre nazistas, comunistas e a polícia em 17 de julho deu a Papen seu pretexto. Em 20 de julho, Papen lançou um golpe contra o governo de coalizão do SPD na Prússia no chamado Preußenschlag (Golpe Prussiano). Berlim foi colocada em paralisação militar e Papen enviou homens para prender as autoridades prussianas, a quem acusou, apesar da falta de provas, de estarem ligadas aos comunistas. Doravante, Papen declarou-se Comissário (Reichskommissar) da Prússia por meio de outro decreto de emergência que ele obteve de Hindenburg, enfraquecendo ainda mais a democracia da República de Weimar. Papen viu o golpe como um presente para os nazistas, que foram informados dele em 9 de julho e agora deveriam apoiar seu governo.
Em 23 de julho, Papen instruiu os representantes alemães a abandonarem a Conferência Mundial de Desarmamento depois que a delegação francesa advertiu que permitir a Alemanha Gleichberechtigung ("igualdade de status") em armamentos levaria a outra guerra mundial. Papen afirmou que a Alemanha não voltaria à conferência até que as outras potências concordassem em considerar a sua exigência de igualdade de estatuto.

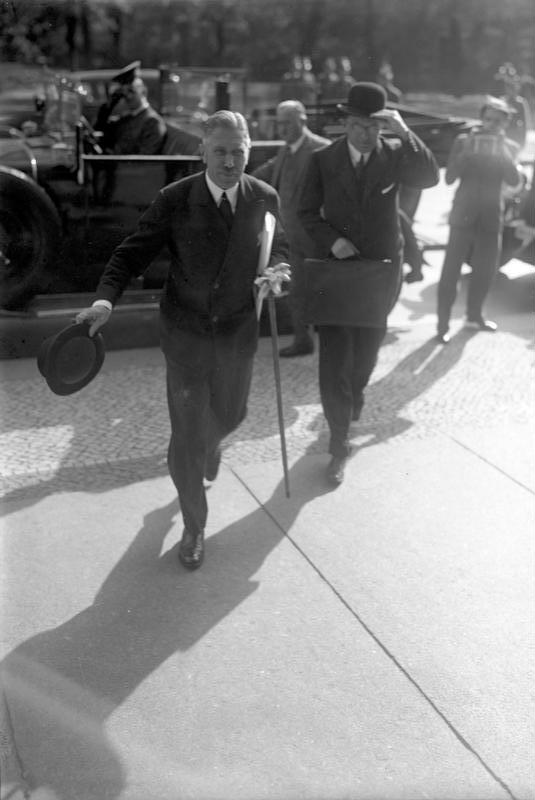
Papen chegando para a sessão do Reichstag de 12 de setembro de 1932.

Nas eleições para o Reichstag de 31 de julho, os nazistas conquistaram o maior número de assentos. Para combater o aumento do terrorismo político das SA e SS que começou logo após as eleições, Papen introduziu, no dia 9 de Agosto, através do Artigo 48.º, uma nova lei que simplificou drasticamente o processo judicial em casos de pena de morte, limitando ao mesmo tempo o direito de recurso. Novos tribunais especiais também foram criados. Poucas horas depois, na cidade de Potempa, cinco homens da SA assassinaram o trabalhador comunista Konrad Pietrzuch. Os "Cinco Potempa" foram imediatamente presos e depois condenados e sentenciados à morte em 23 de agosto por um tribunal especial. O caso Potempa gerou enorme atenção da mídia e Hitler deixou claro que não apoiaria o governo de Papen se os "Cinco" fossem executados. Em 2 de setembro, Papen, na qualidade de Comissário da Prússia, concordou com as exigências de Hitler e comutou as sentenças dos "Cinco" para prisão perpétua.
Em 11 de agosto, feriado do Dia da Constituição, que comemorou a adoção da Constituição de Weimar em 1919, Papen e seu Ministro do Interior, Barão Wilhelm von Gayl, convocaram uma conferência de imprensa para anunciar planos para uma nova constituição que, na verdade, transformaria a Alemanha em uma ditadura. Dois dias depois, Schleicher e Papen ofereceram o cargo de vice-chanceler a Hitler, que o rejeitou.

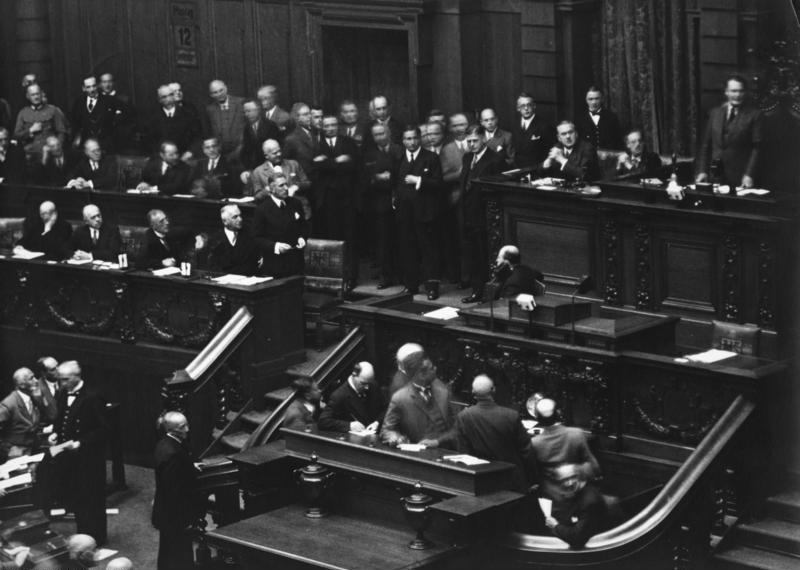
Reichstag em 12 de setembro de 1932 – Papen (em pé, à esquerda) exige a palavra e é ignorado pelo presidente da Câmara Göring (à direita).

Quando o novo Reichstag se reuniu em 12 de Setembro, Papen esperava destruir a crescente aliança entre os nazis e o Partido do Centro. Naquele dia, na propriedade do presidente em Neudeck, Papen, Schleicher e Gayl obtiveram antecipadamente de Hindenburg um decreto para dissolver o Reichstag, depois garantiram outro decreto para suspender as eleições além dos 60 dias constitucionais. Os comunistas apresentaram uma moção de censura ao governo Papen. Papen antecipou esta medida dos comunistas, mas foi-lhe garantido que haveria uma objecção imediata. No entanto, quando ninguém se opôs, Papen colocou a pasta vermelha contendo o decreto de dissolução na mesa do presidente do Reichstag, Hermann Göring. Pediu a palavra para lê-lo, mas Göring fingiu não vê-lo; os nazistas e o Partido do Centro decidiram apoiar o movimento comunista. A moção foi aprovada por 512 votos a 42. Percebendo que não tinha apoio suficiente para levar a cabo seu plano de suspender as eleições, Papen decidiu convocar outra eleição para punir o Reichstag pelo voto de desconfiança.

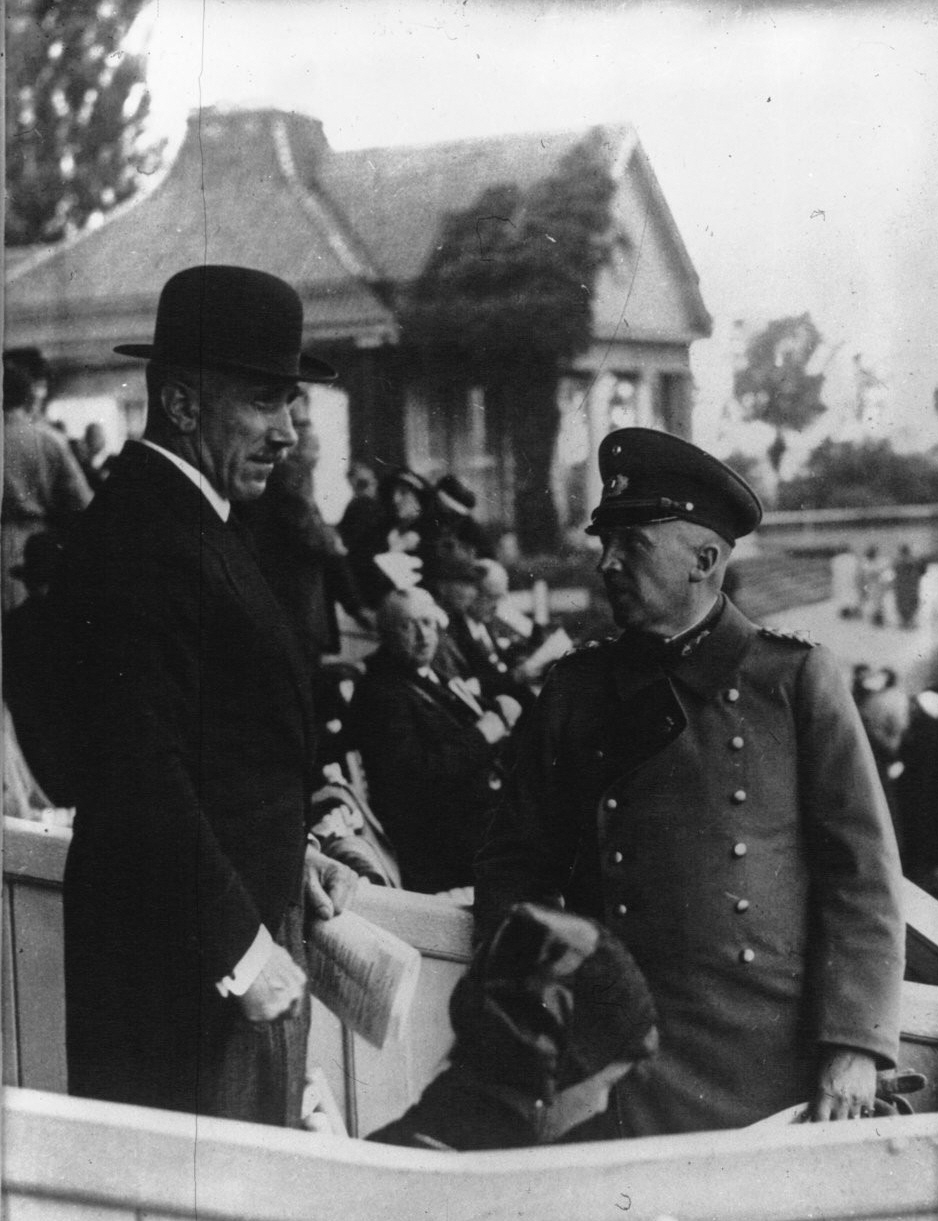
Papen e Schleicher em 1932.

Em 27 de Outubro, o Supremo Tribunal da Alemanha emitiu uma decisão segundo a qual o golpe de Papen que depôs o governo prussiano era ilegal, mas permitiu que Papen mantivesse o controlo da Prússia. Em novembro de 1932, Papen violou os termos do Tratado de Versalhes ao aprovar um programa de reforma para a Marinha Alemã de um porta-aviões, seis navios de guerra, seis cruzadores, seis flotilhas de destróieres e 16 submarinos, destinado a permitir que a Alemanha controlar tanto o Mar do Norte como o Báltico.
Nas eleições de novembro de 1932, os nazistas perderam assentos, mas Papen ainda não conseguiu garantir um Reichstag com o qual se pudesse contar para não aprovar outro voto de desconfiança em seu governo. A tentativa de Papen de negociar com Hitler falhou. Sob pressão de Schleicher, Papen renunciou em 17 de novembro e formou um governo provisório. Ele disse ao seu gabinete que planejava declarar a lei marcial, o que lhe permitiria governar como ditador. No entanto, em uma reunião de gabinete em 2 de dezembro, Papen foi informado pelo general Eugen Ott, associado de Schleicher, que os jogos de guerra do Reichswehr mostraram que não havia maneira de manter a ordem contra os nazistas e comunistas. Percebendo que Schleicher estava se movendo para substituí-lo, Papen pediu a Hindenburg que demitisse Schleicher do cargo de Ministro da Defesa. Em vez disso, Hindenburg nomeou Schleicher como Chanceler.

## Levando Hitler ao poder
Após sua renúncia, Papen visitou regularmente Hindenburg, não perdendo nenhuma oportunidade de atacar Schleicher nessas visitas. Schleicher havia prometido a Hindenburg que nunca atacaria Papen em público quando ele se tornasse chanceler, mas em uma tentativa de se distanciar do impopular Papen, Schleicher em uma série de discursos em dezembro de 1932 – janeiro de 1933 fez exatamente isso, perturbando Hindenburg. Papen ficou amargurado com a forma como seu ex-melhor amigo, Schleicher, o derrubou e estava determinado a se tornar chanceler novamente. Em 4 de janeiro de 1933, Hitler e Papen se reuniram em segredo na casa do banqueiro Kurt Baron von Schröder em Colônia para discutir uma estratégia comum contra Schleicher.
Em 9 de janeiro de 1933, Papen e Hindenburg concordaram em formar um novo governo que traria Hitler. Na noite de 22 de janeiro, numa reunião com Joachim von Ribbentrop em Berlim, Papen fez a concessão de abandonar a sua reivindicação à chancelaria e comprometeu-se a apoiar Hitler como chanceler numa proposta de "Governo de Concentração Nacional". no qual Papen serviria como vice-chanceler e ministro-presidente da Prússia. Em 23 de janeiro, Papen apresentou a Hindenburg sua ideia de que Hitler fosse nomeado chanceler, mantendo-o "encaixotado". No mesmo dia, Schleicher, para evitar um voto de desconfiança no Reichstag quando este reunida novamente em 31 de janeiro, pediu ao presidente que declarasse o estado de emergência. Hindenburg recusou e Schleicher renunciou ao meio-dia de 28 de janeiro. Hindenburg deu formalmente a Papen a tarefa de formar um novo governo.

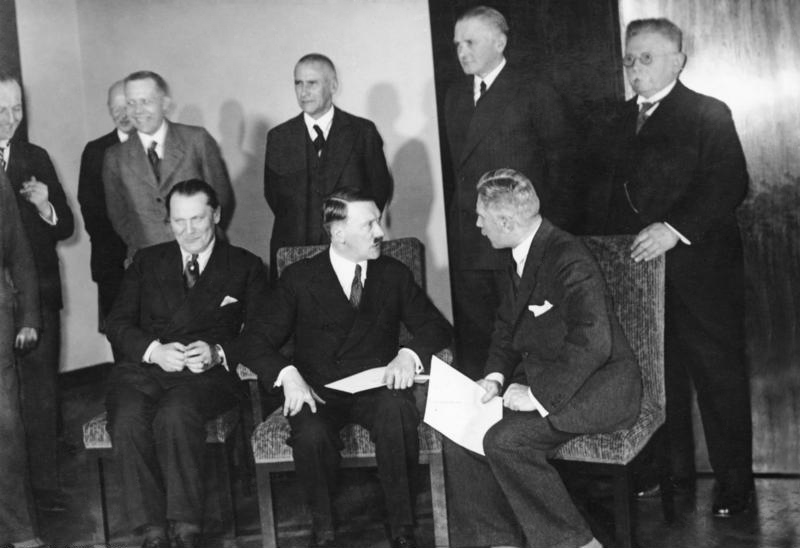
O Gabinete de Hitler em 30 de janeiro de 1933.

Na manhã de 29 de janeiro, Papen encontrou-se com Hitler e Hermann Göring em seu apartamento, onde foi acordado que Papen serviria como vice-chanceler e comissário para a Prússia. Foi na mesma reunião que Papen soube pela primeira vez que Hitler queria dissolver o Reichstag quando se tornasse chanceler e, assim que os nazistas tivessem conquistado a maioria dos assentos nas eleições seguintes, ativar a Lei de Habilitação em para poder promulgar leis sem o envolvimento do Reichstag. Quando as pessoas ao redor de Papen expressaram suas preocupações sobre colocar Hitler no poder, ele perguntou: "O que vocês querem?" e tranquilizou-os: "Tenho a confiança de Hindenburg! Em dois meses, teremos empurrado Hitler tão para o canto que ele vai gritar."
O editor-chefe Theodor Wolff comentou em editorial no "Berliner Tagblatt" de 29 de janeiro de 1933: "As naturezas mais fortes, aquelas com testa de ferro ou tábua diante da cabeça, insistirão na solução antiparlamentar, na o fechamento da Casa do Reichstag, sobre o golpe de estado".
No final, o presidente, que anteriormente havia prometido nunca deixar Hitler se tornar chanceler, nomeou Hitler para o cargo às 11h30 em 30 de janeiro de 1933, com Papen como vice-chanceler. Embora as intrigas de Papen parecessem ter levado Hitler ao poder, a dinâmica crucial foi de facto fornecida pelo apoio eleitoral do Partido Nazista, que fez da ditadura militar a única alternativa ao domínio nazi para Hindenburg e o seu círculo.
Na formação do Gabinete de Hitler, em 30 de janeiro, apenas três nazistas ocupavam pastas de gabinete: Hitler, Göring e Wilhelm Frick. Os outros oito cargos foram ocupados por conservadores próximos a Papen, incluindo o presidente do DNVP, Alfred Hugenberg. Além disso, como parte do acordo que permitiu a Hitler tornar-se chanceler, Papen recebeu o direito de participar de todas as reuniões entre Hitler e Hindenburg. Além disso, as decisões do gabinete foram tomadas por maioria de votos. Papen acreditava ingenuamente que a maioria de seus amigos conservadores no gabinete e sua proximidade com Hindenburg manteriam Hitler sob controle.

## Vice-chanceler
Em vez disso, Hitler e seus aliados marginalizaram rapidamente Papen e o resto do gabinete. Por exemplo, como parte do acordo entre Hitler e Papen, Göring tinha sido nomeado ministro do Interior da Prússia, colocando assim a maior força policial da Alemanha sob controlo nazi. Göring frequentemente agia sem consultar o seu superior nominal, Papen. Em 1º de fevereiro de 1933, Hitler apresentou ao gabinete um decreto-lei do Artigo 48 que havia sido redigido por Papen em novembro de 1932, permitindo que a polícia levasse pessoas sob "custódia protetora" sem acusações. Foi sancionado por Hindenburg em 4 de fevereiro como o "Decreto para a Proteção do Povo Alemão".
Na noite de 27 de Fevereiro de 1933, Papen juntou-se a Hitler, Göring e Goebbels no Reichstag em chamas e disse-lhe que partilhava a sua crença de que este era o sinal para a revolução comunista. Em 18 de março de 1933, na qualidade de Comissário do Reich para a Prússia, Papen libertou os "Potempa Five", alegando que o assassinato de Konrad Pietzuch foi um ato de legítima defesa, tornando os cinco homens da SA "vítimas inocentes" de um erro judiciário. Nem Papen nem os seus aliados conservadores travaram uma luta contra o Decreto de Incêndio do Reichstag no final de Fevereiro ou a Lei de Concessão de Plenos Poderes em Março. Após a aprovação da Lei de Habilitação, as deliberações sérias cessaram mais ou menos nas reuniões de gabinete, quando ocorriam, o que posteriormente neutralizou a tentativa de Papen de "encaixar" Hitler através da tomada de decisões baseada no gabinete.
Nas eleições para o Reichstag em 5 de março de 1933, Papen foi eleito deputado em uma aliança eleitoral com o DNVP de Hugenberg. Papen endossou o plano de Hitler, apresentado numa reunião de gabinete em 7 de março de 1933, para destruir o Partido do Centro, separando dele a Igreja Católica. Esta foi a origem do Reichskonkordat que Papen negociaria com a Igreja Católica no final da primavera de 1933. Em 5 de abril de 1933, Papen fundou um novo partido político chamado Liga dos Católicos Alemães Cruz e Águia, que pretendia ser um partido católico conservador que iria manter o NSDAP sob controle e ao mesmo tempo trabalhar com o NSDAP. Tanto o Partido do Centro como o Partido do Povo da Baviera recusaram-se a fundir-se no novo partido de Papen, enquanto a rival Coligação dos Alemães Católicos, que foi patrocinada pelo NSDAP, provou ser mais eficaz no recrutamento de católicos alemães.

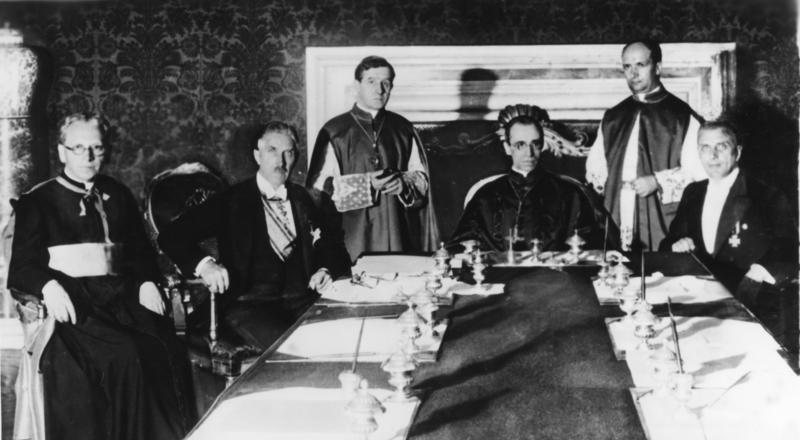
Papen na assinatura do Reichskonkordat em Roma, em 20 de julho de 1933.

Em 8 de abril, Papen viajou ao Vaticano para oferecer um Reichskonkordat que definiu a relação do Estado alemão com a Igreja Católica. Durante a sua estada em Roma, Papen conheceu o primeiro-ministro italiano Benito Mussolini e não conseguiu persuadi-lo a abandonar o seu apoio ao chanceler austríaco Dollfuss. Papen estava eufórico no Reichskonkordat que negociou com o cardeal Eugenio Pacelli em Roma, acreditando que se tratava de um sucesso diplomático que restaurou o seu estatuto na Alemanha, garantiu os direitos dos católicos alemães no Terceiro Reich e exigiu a dissolução do Partido do Centro e do Partido Popular da Baviera, assim alcançar um dos principais objetivos políticos de Papen desde junho de 1932. Durante a ausência de Papen, o Landtag da Prússia elegeu Göring como primeiro-ministro em 10 de abril. Papen viu o fim do Partido de Centro que ele havia arquitetado como uma de suas maiores conquistas. Mais tarde, em maio de 1933, ele foi forçado a dissolver a Liga dos Católicos Alemães Cross and Eagle devido à falta de interesse público.

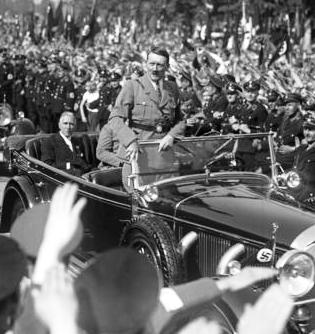
Papen com Hitler em 1.º de maio de 1933.

Em setembro de 1933, Papen visitou Budapeste para se encontrar com o primeiro-ministro húngaro Gyula Gömbös e para discutir a melhor forma de a Alemanha e a Hungria cooperarem contra a Checoslováquia. Os húngaros queriam que as minorias volksdeutsche (étnica alemã) no Banat, Transilvânia, Eslováquia e Cárpatos agitassem para regressar à Hungria em cooperação com as minorias magiares, uma exigência que Papen se recusou a cumprir. Em Setembro de 1933, quando a União Soviética terminou a sua cooperação militar secreta com a Alemanha, os soviéticos justificaram a sua acção alegando que Papen tinha informado os franceses do apoio soviético às violações alemãs do Tratado de Versalhes.
Em 3 de outubro de 1933, Papen foi nomeado membro da Academia de Direito Alemão em sua reunião inaugural. Então, em 14 de novembro de 1933, Papen foi nomeado Comissário do Reich para o Sarre. O Sarre estava sob o domínio da Liga das Nações e um referendo foi agendado para 1935, sob o qual os habitantes do Sarre tinham a opção de retornar à Alemanha, juntar-se à França ou manter o status quo. Como um católico conservador cuja esposa era do Sarre, Papen tinha muito conhecimento da região fortemente católica e fez vários discursos instando os habitantes do Sarre a votarem pelo retorno à Alemanha. Papen teve sucesso em persuadir a maioria do clero católico no Sarre a fazer campanha pelo retorno à Alemanha, e 90% do Sarre votou pelo retorno à Alemanha no referendo de 1935. 
Papen iniciou conversações secretas com outras forças conservadoras com o objetivo de convencer Hindenburg a devolver o equilíbrio de poder aos conservadores. Em maio de 1934, ficou claro que Hindenburg estava morrendo, com os médicos dizendo a Papen que o presidente só tinha mais alguns meses de vida. Papen, juntamente com Otto Meissner, chefe do Estado-Maior de Hindenburg, e o major Oskar von Hindenburg, filho de Hindenburg, redigiram uma "vontade política e último testamento", que o presidente assinou em 11 de maio de 1934. A pedido de Papen, o o testamento pedia a demissão de certos ministros nazistas do gabinete e reuniões regulares de gabinete, o que teria concretizado o plano de Papen de janeiro de 1933 para uma ampla coalizão governamental de direita.

### O Discurso de Marburgo
Com o comando do Exército recentemente insinuando a necessidade de Hitler controlar as SA, Papen fez um discurso na Universidade de Marburg em 17 de junho de 1934, onde apelou à restauração de algumas liberdades, exigiu o fim dos apelos por uma "segunda revolução" e defendeu a cessação do terror SA nas ruas. Papen pretendia "domesticar" Hitler com o discurso de Marburg, e fez o discurso sem qualquer esforço de coordenação prévio com Hindenburg ou o Reichswehr.  O discurso foi elaborado pelo redator do discurso de Papen, Edgar Julius Jung, com a ajuda do secretário de Papen, Herbert von Bose, e do líder católico Erich Klausener, e Papen viu pela primeira vez o texto do discurso apenas duas horas antes de pronunciá-lo no Universidade de Marburgo. O "discurso de Marburg" foi bem recebido pelos alunos formandos da Universidade de Marburg, que aplaudiram ruidosamente o vice-reitor. Extratos foram reproduzidos no Frankfurter Zeitung, o jornal de maior prestígio na Alemanha, e a partir daí captado pela imprensa estrangeira.
O discurso enfureceu Hitler e sua publicação foi suprimida pelo Ministério da Propaganda. Papen disse a Hitler que, a menos que a proibição do discurso de Marburg fosse suspensa e Hitler se declarasse disposto a seguir a linha recomendada por Papen no discurso, ele renunciaria e informaria Hindenburg por que havia renunciado. Hitler enganou Papen, dizendo-lhe que concordava com todas as críticas ao seu regime feitas no discurso de Marburg; disse-lhe que Goebbels estava errado ao proibir o discurso e que ele suspenderia a proibição imediatamente; e prometeu que a SA seria colocada em seu lugar, desde que Papen concordasse em não renunciar e se encontrasse com Hindenburg em uma entrevista conjunta com ele. Papen aceitou as sugestões de Hitler.

### Noite das Facas Longas

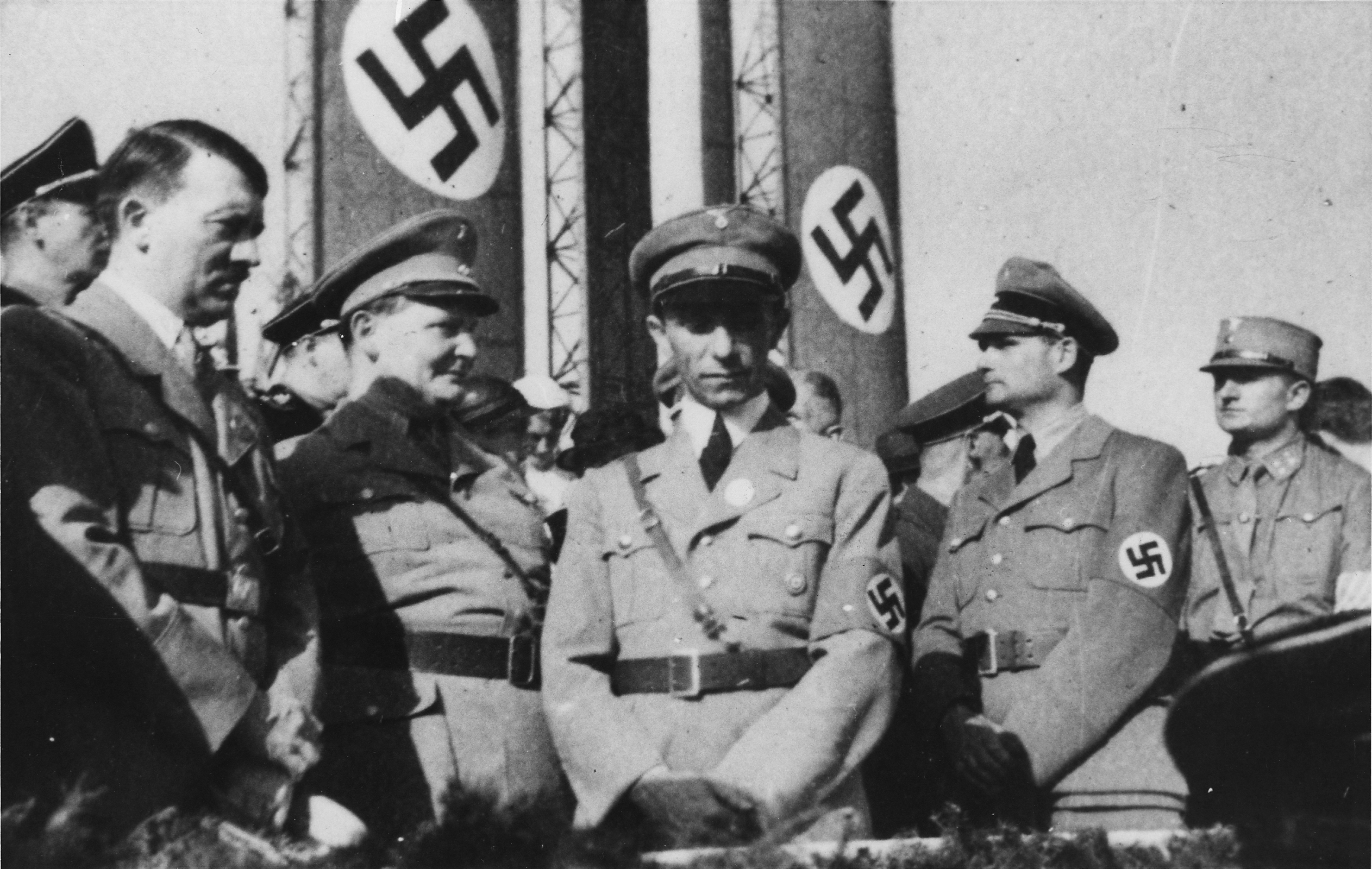
Os arquitetos do expurgo: Hitler, Göring, Goebbels e Hess. Faltam apenas Himmler e Heydrich.

Duas semanas após o discurso de Marburg, Hitler respondeu às exigências das forças armadas para suprimir as ambições de Ernst Röhm e das SA, expurgando a liderança das SA. O expurgo, conhecido como Noite das Facas Longas, ocorreu entre 30 de junho e 2 de julho de 1934. Embora o discurso ousado de Papen contra alguns dos excessos cometidos pelos nazistas tivesse irritado Hitler, este estava ciente de que não poderia agir diretamente contra o vice-chanceler sem ofender Hindenburg. Em vez disso, na Noite das Facas Longas, a Vice-Chancelaria, o gabinete de Papen, foi saqueada pela Schutzstaffel (SS); seus associados Herbert von Bose, Erich Klausener e Edgar Julius Jung foram baleados. O próprio Papen foi colocado em prisão domiciliar em sua villa com a linha telefônica cortada. Alguns relatos indicam que esta “custódia protetora” foi ordenada por Göring, que considerou que o ex-diplomata poderia ser útil no futuro.
Alegadamente, Papen chegou à Chancelaria, exausto de dias de prisão domiciliária sem dormir, e encontrou o chanceler sentado com outros ministros nazis à volta de uma mesa redonda, sem lugar para ele a não ser um buraco no meio. Ele insistiu em uma audiência privada com Hitler e anunciou sua renúncia, afirmando: "Meu serviço à Pátria acabou!" No dia seguinte, a renúncia de Papen ao cargo de vice-chanceler foi formalmente aceita e divulgada, sem sucessor nomeado. Quando Hindenburg morreu, em 2 de agosto, o último obstáculo conservador para completar o domínio nazista desapareceu.

## Embaixador na Áustria

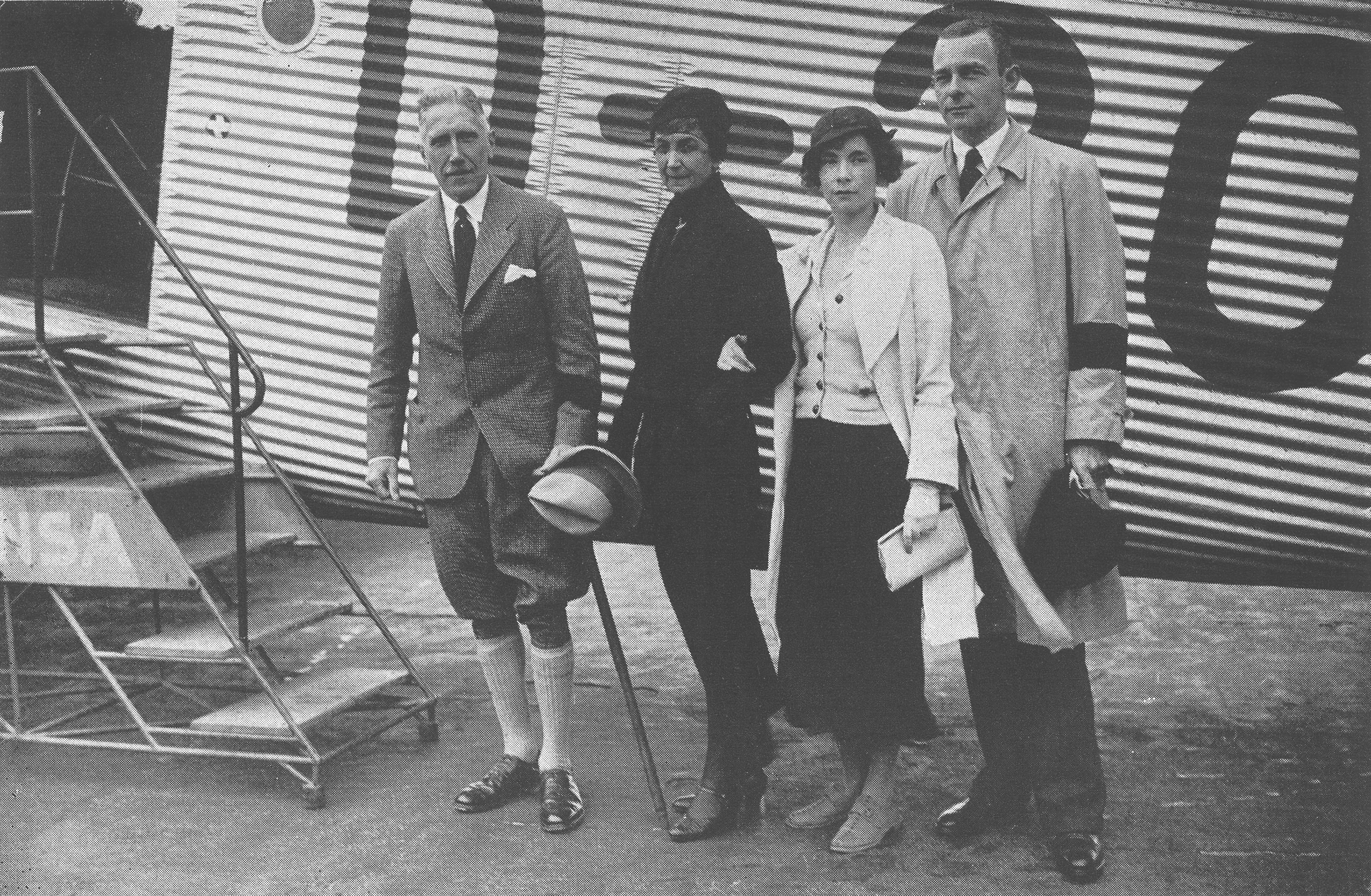
Papen no Aeroporto de Berlim-Tempelhof em julho de 1934, pouco antes de partir para Viena.

Hitler ofereceu a Papen a designação de embaixador alemão em Viena, que Papen aceitou. Papen foi um nacionalista alemão que sempre acreditou que a Áustria estava destinada a juntar-se à Alemanha num Anschluss (anexação) e sentiu que o sucesso em conseguir isso poderia restaurar a sua carreira. Durante seu tempo como embaixador na Áustria, Papen permaneceu fora da cadeia normal de comando do Auswärtiges Amt (Ministério das Relações Exteriores), pois se recusou a receber ordens de Konstantin von Neurath, seu ex-ministro das Relações Exteriores. Em vez disso, Papen reportava-se diretamente a Hitler.
Papen reuniu-se frequentemente com o chanceler austríaco Kurt von Schuschnigg para lhe assegurar que a Alemanha não desejava anexar o seu país e apenas queria que o banido Partido Nazista Austríaco participasse na política austríaca. No final de 1934 e início de 1935, Papen fez uma pausa em suas funções como embaixador alemão em Viena para liderar a Frente Alemã ("Frente Alemã") no plebiscito do Sarre em 13 de janeiro de 1935, onde os observadores da Liga das Nações monitorando o A votação destacou os "métodos implacáveis" de Papen enquanto ele fazia campanha para que a região retornasse à Alemanha.

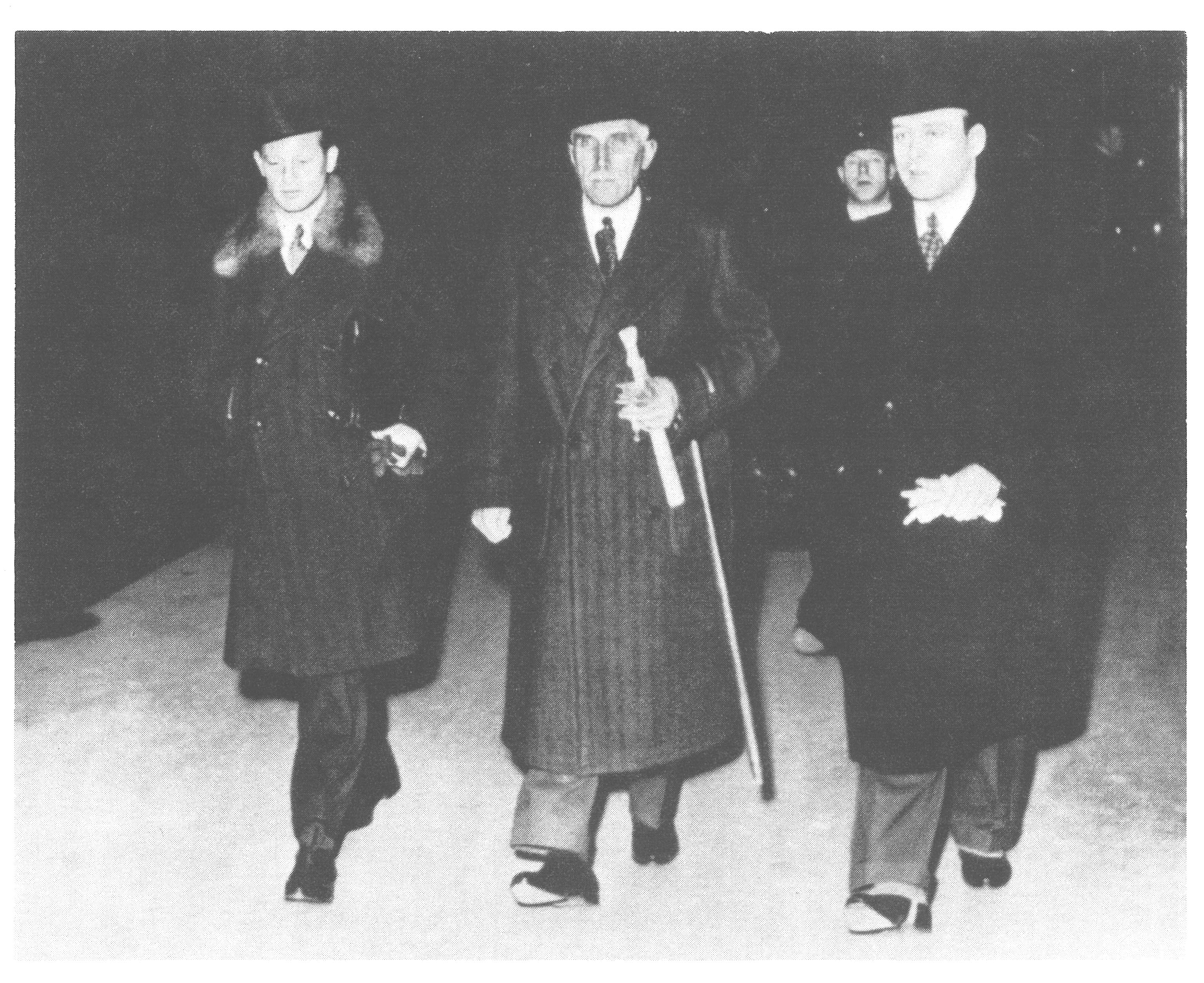
Papen a caminho de Berchtesgaden, 21 de fevereiro de 1938.

Papen também contribuiu para alcançar o objetivo de Hitler de minar a soberania austríaca e provocar o Anschluss. Em 28 de agosto de 1935, Papen negociou um acordo segundo o qual a imprensa alemã cessaria os seus ataques ao governo austríaco, em troca do qual a imprensa austríaca cessaria os seus ataques à Alemanha. Papen desempenhou um papel importante na negociação do acordo austro-alemão de 1936, sob o qual a Áustria se declarou um "Estado alemão", cuja política externa estaria sempre alinhada com a de Berlim e permitiria que membros da "oposição nacional" entrassem no gabinete austríaco. em troca do que os nazis austríacos abandonaram a sua campanha terrorista contra o governo.  O tratado que Papen assinou em Viena em 11 de julho de 1936 prometia que a Alemanha não tentaria anexar a Áustria e colocou em grande parte a Áustria na esfera de influência alemã, reduzindo enormemente a influência italiana na Áustria. Em julho de 1936, Papen relatou a Hitler que o tratado austro-alemão que ele acabara de assinar era o "passo decisivo" para acabar com a independência austríaca, e era apenas uma questão de tempo até que o Anschluss ocorresse.
No verão e no outono de 1937, Papen pressionou os austríacos para incluir mais nazistas no governo. Em setembro de 1937, Papen retornou a Berlim quando Benito Mussolini visitou a Alemanha, servindo como conselheiro de Hitler nas negociações ítalo-alemãs sobre a Áustria. Embora Papen tenha sido demitido de sua missão na Áustria em 4 de fevereiro de 1938, Hitler o convocou para organizar um encontro entre o ditador alemão e Schuschnigg em Berchtesgaden. O ultimato que Hitler apresentou a Schuschnigg na reunião de 12 de fevereiro de 1938 levou à capitulação do governo austríaco às ameaças e pressões alemãs e abriu o caminho para o Anschluss.

## Embaixador na Turquia
Mais tarde, Papen serviu ao governo alemão como embaixador na Turquia de 1939 a 1944. Em abril de 1938, após a aposentadoria do embaixador anterior, Frederich von Keller, em seu 65.º aniversário, o ministro das Relações Exteriores alemão Joachim von Ribbentrop tentou nomear Papen como embaixador em Ancara, mas a nomeação foi vetada pelo presidente turco Mustafa Kemal Atatürk, que lembrou Papen ficou com considerável desgosto quando serviu ao lado dele na Primeira Guerra Mundial. Em novembro de 1938 e em fevereiro de 1939, o novo presidente turco, general İsmet İnönü, vetou novamente as tentativas de Ribbentrop de nomear Papen como embaixador alemão na Turquia. Em abril de 1939, a Turquia aceitou Papen como embaixador. estava ansioso para retornar à Turquia, onde serviu durante a Primeira Guerra Mundial.
Papen chegou à Turquia em 27 de abril de 1939, logo após a assinatura de uma declaração de amizade entre o Reino Unido e a Turquia. İnönü queria que a Turquia se juntasse à "frente de paz" inspirada no Reino Unido que pretendia deter a Alemanha. Em 24 de junho de 1939, a França e a Turquia assinaram uma declaração comprometendo-se a defender a segurança coletiva nos Balcãs. Em 21 de agosto de 1939, Papen apresentou à Turquia uma nota diplomática ameaçando sanções económicas e o cancelamento de todos os contratos de armas se a Turquia não parasse de se inclinar para a adesão à "frente de paz" Reino Unido-França, uma ameaça que a Turquia rejeitou.
Em 1 de setembro de 1939, a Alemanha invadiu a Polônia e, dois dias depois, em 3 de setembro de 1939, o Reino Unido e a França declararam guerra à Alemanha. Papen afirmou mais tarde ter se oposto à política externa de Hitler em 1939 e ficou muito deprimido quando ouviu a notícia do ataque alemão à Polônia no rádio. Papen continuou seu trabalho de representação do Reich na Turquia sob o argumento de que renunciar em protesto "indicaria o enfraquecimento moral na Alemanha", algo que ele nunca poderia fazer.
Em 19 de outubro de 1939, Papen sofreu um revés notável quando a Turquia assinou um tratado de aliança com a França e o Reino Unido. Durante a Guerra Falsa, o conservador católico Papen encontrou-se, para seu próprio desconforto, trabalhando em conjunto com diplomatas soviéticos em Ancara para pressionar a Turquia a não entrar na guerra do lado Aliado. Em junho de 1940, com a derrota da França, İnönü abandonou sua neutralidade pró-Aliados e a influência de Papen em Ancara aumentou dramaticamente.
Entre 1940 e 1942, Papen assinou três acordos económicos que colocaram a Turquia na esfera de influência económica alemã. Papen sugeriu mais de uma vez à Turquia que a Alemanha estava preparada para apoiar as reivindicações búlgaras à Trácia se a Turquia não se mostrasse mais complacente com a Alemanha. Em maio de 1941, quando os alemães enviaram uma força expedicionária ao Iraque para lutar contra o Reino Unido na Guerra Anglo-Iraquiana, Papen persuadiu a Turquia a permitir o envio de armas na Síria ao longo de uma ferrovia que liga a Síria ao Iraque. Em junho de 1941, Papen negociou com sucesso um Tratado de Amizade e Não-agressão com a Turquia, assinado em 17 de junho de 1941, que impediu a Turquia de entrar na guerra do lado Aliado. Após a Operação Barbarossa, a invasão da União Soviética que começou em 22 de junho de 1941, Papen persuadiu a Turquia a fechar os estreitos turcos aos navios de guerra soviéticos, mas não conseguiu fechar os estreitos aos navios mercantes soviéticos como exigia.
Papen afirmou depois da guerra ter feito tudo o que estava ao seu alcance para salvar os judeus turcos que viviam em países ocupados pela Alemanha da deportação para os campos de extermínio, mas um exame de registros do Auswärtige Amt de não o apoiarem. Durante a guerra, Papen usou suas conexões com oficiais do exército turco com quem serviu na Primeira Guerra Mundial para tentar influenciar a Turquia a se juntar ao Eixo, realizou festas na embaixada alemã que contaram com a presença de importantes políticos turcos e usou "especial fundos" para subornar os turcos para que sigam uma linha pró-alemã. Como embaixador na Turquia, Papen sobreviveu a uma tentativa de assassinato soviética em 24 de fevereiro de 1942 por agentes do NKVD: uma bomba explodiu prematuramente, matando o homem-bomba e mais ninguém, embora Papen tenha ficado levemente ferido. Em 1943, Papen frustrou uma tentativa do Reino Unido de fazer com que a Turquia se juntasse à guerra do lado Aliado, fazendo com que Hitler enviasse uma carta a Inönü garantindo-lhe que a Alemanha não tinha interesse em invadir a Turquia e ameaçando fazer com que a Luftwaffe bombardeasse Istambul se a Turquia se juntasse ao Aliados.
No verão e no outono de 1943, percebendo que a guerra estava perdida, Papen participou de reuniões secretas com os agentes do Escritório de Serviços Estratégicos (OSS) dos EUA em Istambul. Papen exagerou o seu poder na Alemanha para o OSS e pediu o apoio dos EUA para torná-lo ditador de uma Alemanha pós-Hitler. O presidente dos EUA, Franklin D. Roosevelt, rejeitou a oferta quando soube dela e disse ao OSS para parar de falar com Papen. A partir de outubro de 1943, Papen e a embaixada alemã obtiveram acesso aos documentos "Cícero" da agente secreta Elyesa Bazna, incluindo informações e a Conferência de Teerã, que Papen revelou seletivamente a Inönu para prejudicar as relações Aliados-Turcas. Em janeiro de 1944, Papen, depois de tomar conhecimento, através dos documentos "Cícero", de um plano do Reino Unido para que a Força Aérea Real usasse campos de aviação na Turquia para bombardear os campos de petróleo de Ploiești, na Romênia, disse ao ministro das Relações Exteriores turco, Hüseyin Numan Menemencioğlu que se a Turquia permitisse que a RAF usasse campos aéreos turcos para bombardear Ploiești, a Luftwaffe usaria as suas bases na Bulgária e na Grécia para bombardear e destruir Istambul e Izmir.
Em 20 de Abril de 1944, a Turquia, desejando cair nas boas graças dos Aliados, deixou de vender crómio à Alemanha. Em 26 de maio de 1944, Menemencioğlu anunciou que a Turquia estava reduzindo as exportações para a Alemanha em 50%, e em 2 de agosto de 1944, a Turquia rompeu relações diplomáticas com a Alemanha, forçando Papen a retornar a Berlim. Depois que o Papa Pio XI morreu em fevereiro de 1939, seu sucessor , o Papa Pio XII, não renovou o título honorário de Papen de Camareiro Papal. Como núncio, o futuro Papa João XXIII, Angelo Roncalli, conheceu Papen na Grécia e na Turquia durante a Segunda Guerra Mundial. O governo alemão considerou nomear Papen como embaixador junto à Santa Sé, mas o Papa Pio XII, após consultar Konrad von Preysing, bispo de Berlim, rejeitou esta proposta. Em agosto de 1944, Papen teve seu último encontro com Hitler depois de voltar da Turquia para a Alemanha. Aqui, Hitler concedeu a Papen a Cruz de Cavaleiro da Cruz de Mérito de Guerra. Em setembro de 1944, Papen estabeleceu-se em sua propriedade em Wallerfangen, no Sarre, que lhe havia sido dada por seu sogro. Em 29 de novembro de 1944, Papen podia ouvir à distância os canhões do avanço do Terceiro Exército dos EUA, o que fez com que ele e sua família fugissem para o interior da Alemanha.

## Pós-guerra

Papen nos Julgamentos de Nuremberg.

Papen foi capturado junto com seu filho Franz Jr. em sua própria casa pelo primeiro-tenente Thomas McKinley e membros do 194.º Regimento de Infantaria de Planadores dos EUA, em 14 de abril de 1945. Também esteve presente durante a captura um pequeno grupo da 550.ª Infantaria de Planadores Aerotransportados. Papen foi forçado pelos EUA a visitar um campo de concentração para ver em primeira mão a natureza do regime que serviu do início ao fim e promoveu.

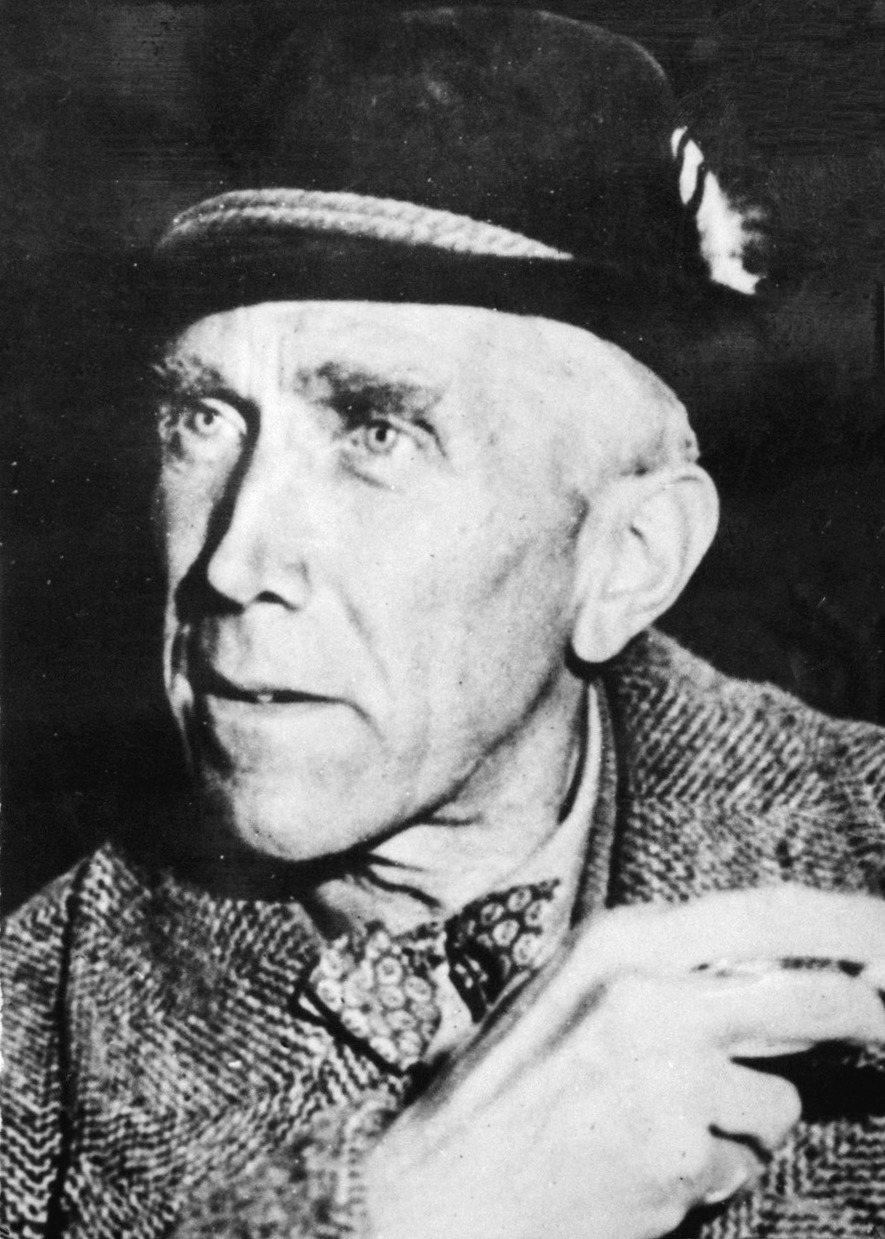
Papen em abril de 1964.

Papen foi um dos réus no principal Julgamento de Crimes de Guerra de Nuremberg. O tribunal de investigação não encontrou provas sólidas que apoiassem as alegações de que Papen estivesse envolvido na anexação da Áustria. O tribunal absolveu-o, afirmando que embora tivesse cometido uma série de "imoralidades políticas", estas ações não eram puníveis ao abrigo da "conspiração para cometer crimes contra a paz " escrita na acusação de Papen. Os soviéticos queriam executá-lo.
Papen foi posteriormente condenado a oito anos de trabalhos forçados por um tribunal de desnazificação da Alemanha Ocidental, mas foi libertado após recurso em 1949. Até 1954, Papen foi proibido de publicar na Alemanha Ocidental, e por isso escreveu uma série de artigos em jornais de Espanha, atacando a República Federal a partir de uma posição católica conservadora, em grande parte nos mesmos termos em que atacou a República de Weimar.
Papen tentou, sem sucesso, reiniciar sua carreira política na década de 1950; ele morava no Castelo de Benzenhofen, perto de Ravensburg, na Alta Suábia. O Papa João XXIII restaurou seu título de Camareiro Papal em 24 de julho de 1959. Papen também foi Cavaleiro de Malta e foi condecorado com a Grã-Cruz da Pontifícia Ordem de Pio IX.

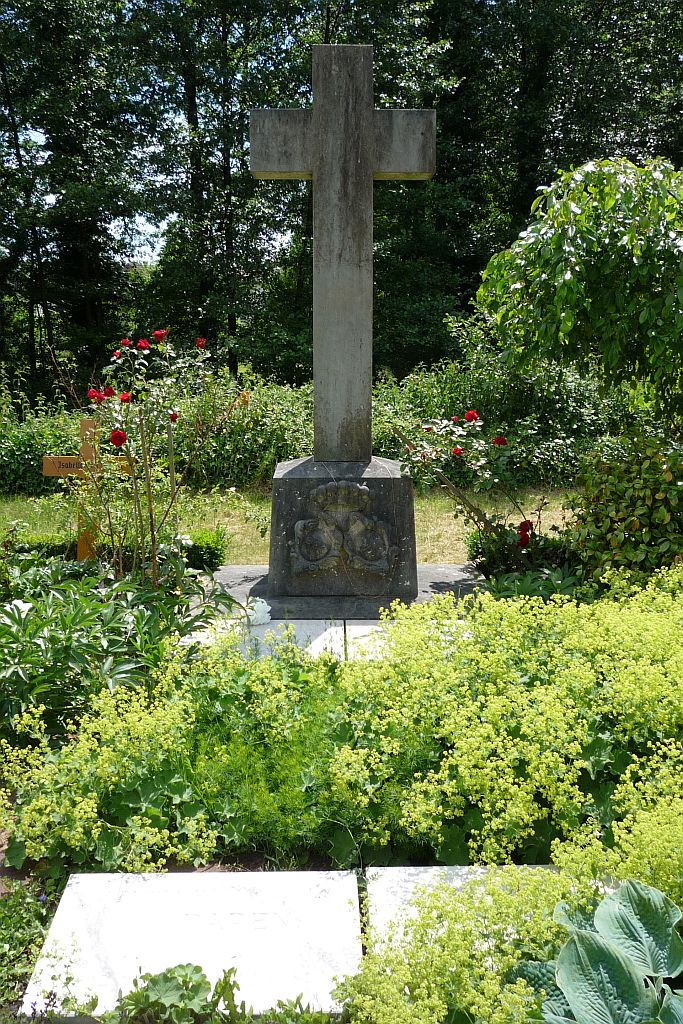
Túmulo de Von Papen em Wallerfangen, Sarre.

Papen publicou vários livros e memórias, nos quais defendeu suas políticas e tratou dos anos de 1930 a 1933, bem como das primeiras políticas da Guerra Fria. Papen elogiou o Plano Schuman para pacificar as relações entre a França e a Alemanha Ocidental como "sábio e estadista" e afirmou acreditar na unificação e integração económica e militar da Europa Ocidental. Em 1952 e 1953, Papen publicou suas memórias em dois volumes na Suíça. Até à sua morte, em 1969, Papen fez discursos e escreveu artigos nos jornais, defendendo-se da acusação de ter desempenhado um papel crucial na nomeação de Hitler como chanceler e de ter servido um regime criminoso; isso levou a intercâmbios mordazes com historiadores, jornalistas e cientistas políticos da Alemanha Ocidental. Franz von Papen morreu em Obersasbach, Alemanha Ocidental, em 2 de maio de 1969, aos 89 anos.

## Publicações
- Appell an das deutsche Gewissen. Reden zur nationalen Revolution, Stalling, Oldenburg, 1933 (OCLC 490719263)
- Memoirs (German title: Der Wahrheit eine Gasse), Translated by Brian Connell, Andre Deutsch, London, 1952 (OCLC 86049352)
- Europa, was nun? Betrachtungen zur Politik der Westmächte, Göttinger Verlags-Anstalt, Göttingen, 1954 (OCLC 4027794)
- Vom Scheitern einer Demokratie. 1930–1933, Hase und Koehler, Mainz, 1968 (OCLC 1970844)

## Na cultura popular
Franz von Papen foi retratado por esses atores nestas produções cinematográficas, televisivas e teatrais: 
- Paul Everton no filme americano de 1918 The Eagle's Eye
- Curt Furburg no filme americano de 1943 Background to Danger
- Walter Kingsford no filme americano de 1944 The Hitler Gang
- John Wengraf no filme americano de 1952 5 Fingers
- Peter von Zerneck na produção de TV dos EUA de 1973 Portrait: A Man Whose Name Was John
- Dennis St John na produção de TV canadense/americana de 2000 Nuremberg
- Erland Josephson na produção de TV italiana/inglesa de 2003 The Good Pope: Pope John XXIII
- Robert Russell na produção de TV canadense/americana de 2003 Hitler: The Rise of Evil
- Georgi Novakov no docudrama da televisão do Reino Unido de 2006 Nuremberg: Nazis on Trial